# Vitasavci
Vitasavci (en serbe cyrillique : Витасавци) est un village de Bosnie-Herzégovine. Il est situé dans la municipalité de Novi Grad et dans la république serbe de Bosnie. Selon les premiers résultats du recensement bosnien de 2013, il compte 412 habitants.
Le village est également connu sous le nom de Vitasovci.

## Démographie

### Évolution historique de la population dans la localité
| 1948 | 1953 | 1961 | 1971 | 1981 | 1991 | 2013 |
| ---- | ---- | ---- | ---- | ---- | ---- | ---- |
| -    | -    | 518  | 472  | 432  | 385  | 412  |

|  |